# Neoserica septemlamellata
Neoserica septemlamellata är en skalbaggsart som beskrevs av Brenske 1898. Neoserica septemlamellata ingår i släktet Neoserica och familjen Melolonthidae. Inga underarter finns listade i Catalogue of Life.